# Gabaza detracta
Gabaza detracta är en tvåvingeart som först beskrevs av Walker 1856.  Gabaza detracta ingår i släktet Gabaza och familjen vapenflugor.
Artens utbredningsområde är Sarawak. Inga underarter finns listade i Catalogue of Life.